# Órbita ecuatorial
Una órbita ecuatorial o casi ecuatorial es aquella órbita que se encuentra cerca del plano ecuatorial del objeto orbitado. Tal órbita tiene, por lo tanto, un valor de inclinación igual o cercano a 0°
En el caso de la Tierra, las órbitas ecuatoriales se hallan en el ecuador celeste, el gran círculo de la esfera celeste imaginaria situado en el mismo plano que el ecuador terrestre.
Una órbita geoestacionaria es un tipo particular de órbita ecuatorial, que además es geosíncrona. Un satélite en una órbita geoestacionaria aparece estacionario para los observadores en la superficie de la Tierra, es decir siempre en el mismo punto del cielo.
Las órbitas ecuatoriales tienen diversas ventajas adicionales. Las ubicaciones cercanas al ecuador son buenos lugares para los puertos espaciales, ya que tienen la velocidad de rotación más alta de cualquier latitud, 460 m/s. Es el caso, por ejemplo, del Puerto espacial de Kourou, en Guayana Francesa, o del Centro de Lanzamiento de Alcântara, en Brasil. Dicha velocidad adicional reduce la cantidad de combustible necesaria para lanzar una nave espacial a la órbita. Sin embargo, dado que la Tierra rota hacia el este, solo los lanzamientos hacia esa dirección aprovechan este impulso de velocidad extra. Los lanzamientos hacia el oeste son, de hecho, especialmente difíciles desde el ecuador debido a la necesidad de contrarrestar la velocidad de la rotación de la Tierra.
Otra ventaja de las órbitas ecuatoriales es la comunicación: una nave espacial en una órbita ecuatorial pasa directamente encima de un puerto espacial ecuatorial en cada rotación, en contraste con la trayectoria terrestre variable que trazan las órbitas inclinadas.
Finalmente, otra ventaja de las órbitas ecuatoriales es eliminar costosos ajustes en la inclinación de la trayectoria de las naves espaciales. Por ejemplo, originalmente se estimó que la maniobra para alcanzar la inclinación de 5° de la órbita de la Luna desde la latitud de 28° N de Cabo Cañaveral reduciría la capacidad de carga útil del cohete Saturno V del Programa Apolo hasta en un 80%.